# Mecaphesa juncta
Mecaphesa juncta là một loài nhện trong họ Thomisidae.
Loài này thuộc chi Mecaphesa. Mecaphesa juncta được miêu tả năm 1970 bởi Suman.